# Байкаин
Байкаин, также Байкино (каз. Байқайың) — упразднённое село в Фёдоровском районе Костанайской области Казахстана. Исключено из учётных данных в 2023 году. Входило в состав Ленинского сельского округа. Код КАТО — 396853200.

## Население
В 1999 году население села составляло 227 человек (110 мужчин и 117 женщин). По данным переписи 2009 года, в селе проживали 72 человека (41 мужчина и 31 женщина). По данным переписи 2021 года, в селе проживал 21 человек (16 мужчин и 5 женщин).